# Poświętnik czczony
Poświętnik czczony (Scarabaeus sacer) – gatunek chrząszcza z rodziny poświętnikowatych.

## Opis
Głowa chrząszcza wyposażona jest w 6 wyrostków przypominających promienie. Wyrostki te są jednolite wyglądem z 4 wyrostkami na każdej z goleni przednich odnóży, tworząc łuk czternastu promieni. Funkcjonalnie, te wyrostki są przystosowaniami do kopania i formowania kulek odchodów. Tak jak przednie odnóża wielu chrząszczy swojego rodzaju, ale w odróżnieniu od żuków gnojowych innych rodzajów, przednie odnóża poświętnika czczonego są niezwykłe; nie kończą się żadną rozróżnialną stopą, na której osadzone są pazury.  Jest jedynie szczątkowa struktura podobna do pazurów, która mogłaby pomagać przy kopaniu. Środkowe i tylne odnóża poświętnika mają normalne, dobrze rozwinięte pięciosegmentowe stopy, ale przednie odnóża są wyspecjalizowane w wykopywaniu i kształtowaniu kulek odchodów.

## Rozprzestrzenienie
Gatunek rozsiedlony równoleżnikowo w całym rejonie śródziemnomorskim. Na wschód sięga przez Górny Egipt, Półwysep Arabski, Afganistan i Azję Środkową do indyjskiego Pendżabu. Wykazany również z Korei. W Europie Środkowej podawany wyłącznie z Węgier. W Camargue, poświętnik jest niemal wyłącznie gatunkiem brzegowym, żyjącym jedynie na wydmach i moczarach brzegowych.  W Polsce nie występuje, lecz został błędnie odnotowany w 1913 roku.

## Cykl życiowy i ekologia
Poświętnik czczony jest znajdowany w Afryce Północnej, południowej Europie i częściach Azji. W Camargue, poświętnik jest niemal wyłącznie gatunkiem brzegowym, żyjącym jedynie na wydmach i moczarach brzegowych. Odżywia się odchodami koni, krów i jeleni, a czasami padliną. Chrząszcze toczą większość wykonanych przez siebie kulek tam, gdzie jest im wygodnie wykopać komory, w których żywią się odchodami, co może zająć kilka dni. Kiedy samica jest gotowa do rozmnażania się wybiera szczególnie gładkie odchody na swoją kulkę do rozmnażania i wykopuje szczególnie głęboką i dużą komorę na nią. Następnie rzeźbi ją na kształt gruszki z wklęsłym zagłębieniem w wąskiej części. W tym zagłębieniu składa jedno jajo. Następnie uszczelnia zagłębienie i odchodzi aby powtórzyć ten proces gdzie indziej. Standardowo samica poświętnika czczonego wyprodukuje jedynie około sześć sztuk potomstwa w swoim życiu.
Poświętnik czczony służy jako gospodarz dla komensalnych roztoczy Macrocheles saceri.

## Znaczenie dla ludzi
Poświętnik czczony jest najbardziej znanym chrząszczem z rodziny Scarabaeidae. Dla starożytnych Egipcjan, S. sacer był symbolem Chepri, porannego objawienia boga słońca Ra, z analogii pomiędzy zachowaniem chrząszcza polegającym na toczeniu kulki nawozu po ziemi i toczeniem Słońca po niebie przez Khepri.
Egipcjanie zaobserwowali również młode chrząszcze pojawiające się z kulki odchodów, z czego wyciągnęli mylny wniosek, że samiec chrząszcza mógł się rozmnażać bez udziału samicy. Porównywali to z bogiem Atum, który również samotnie począł potomstwo.
Poświętnik czczony był pierwszym gatunkiem, który rozbudził ciekawość Williama Sharpa Macleaya i przyczynił się do jego entomologicznej kariery.

## Taksonomia
Scarabaeus sacer został opisany przez Karola Linneusza w 1758 roku w 10 wydaniu jego Systema Naturae. Od tego czasu został traktowany przez przeważającą większość autorów jako gatunek typowy dla rodzaju Scarabaeus,  chociaż ścisłe przestrzeganie Międzynarodowego Kodu Nomenklatury Zoologicznej  wymagałoby, aby  Scarabaeus hercules (współcześnie zwany częściej Dynastes hercules) stanowił gatunek typowy, według opisania gatunku Pierre’a-André Latreille’a z 1810 roku.